# Santo Stefano di Cadore
Santo Stefano di Cadore es una localidad y comune italiana de la provincia de Belluno, región de Véneto, con 2.901 habitantes.

## Evolución demográfica
| Gráfica de evolución demográfica de Santo Stefano di Cadore entre 1861 y 2001 |
|                                                                               |
| Fuente ISTAT - elaboración gráfica de Wikipedia                               |